# Kurt Otto (Rennfahrer)

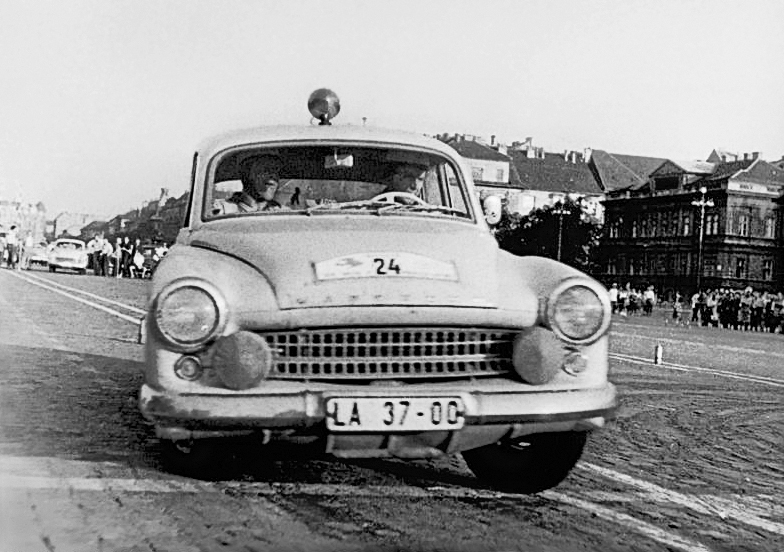
Kurt Otto und Copilot Hermann Hanf bei der III. Internationalen Automobil-Rallye 1962

Kurt Otto (geboren 30. März 1930; gestorben 2003) war ein deutscher Rallye-Rennfahrer. Zwischen 1954 und 1968 ist er auf IFA F 9, Wartburg 311/312 und Wartburg 353 bei insgesamt 133 Rallyes gestartet. Gemeinsam mit seinem Copiloten Hermann Hanf gilt er als eines der erfolgreichsten DDR-Rallyesportteams der frühen 1960er Jahre.

## Karriere
Otto startete ab 1954 für den Motorsportclub Eisenach bei Rallyesportveranstaltungen in beiden deutschen Staaten, nahm unter anderem 1955 und '56 an Rennen auf der Solitude-Rennstrecke in Stuttgart teil. Als 1957 das staatliche AWE-Rennkollektiv aufgelöst und beim Automobilwerk Eisenach eine Rallyesportabteilung ins Leben gerufen wurde, gehörte Kurt Otto zu den ersten Rallyefahrern des neuen Rennteams. Mit der Rallyesportabteilung trat er bei internationalen Rennen in ganz Europa an. Bis zu seinem Karriereende 1968 gehörte er zu den erfolgreichsten Piloten des Eisenacher Werkes.
Als sein größter Erfolg gilt der Gesamtsieg der Rallye Hanseat auf dem Nürburgring im Jahr 1959. 1956, 1960, 1965 und 1966 gewann er die Rallye Wartburg. 1967 musste er mit seinem Copiloten Wolfgang Strehlow 800 Kilometer der Rallye Monte Carlo mit seinem Wartburg 353 ohne Windschutzscheibe absolvieren, nachdem diese durch einen Steinschlag zerstört worden war.
Eine Sammlung von Pokalen und Renntrophäen aus dem Nachlass Kurt Ottos ist im Museum automobile welt eisenach ausgestellt, ebenso ein originalgetreuer Nachbau seines Wartburg 311 in Rallyeausführung.